# Nerville-la-Forêt
 Nerville-la-Forêt  es una población y comuna francesa, en la región de Isla de Francia, departamento de Valle del Oise, en el distrito de Pontoise y cantón de L'Isle-Adam.

## Demografía
| 256 | 254 | 295 | 478 | 577 | 749 |
| Para los censos de 1962 a 1999 la población legal corresponde a la población sin duplicidades (Fuente: INSEE [Consultar]) |     |     |     |     |     |